# Edmond Bruyneel

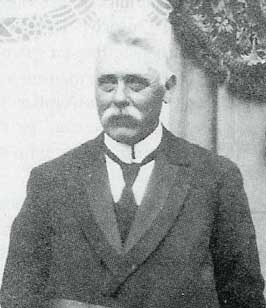
Burgemeester Edmond Bruyneel.

Edmond Bruyneel (Meigem, 10 december 1858 - Gent, 6 januari 1923) was burgemeester van de Belgische voormalige gemeente Zeveren (Deinze). 

## Onderwijs
Bruyneel werd geboren als de zoon van de Meigemse veldwachter Karel-Lodewijk Bruyneel (1819-1885) en Rosalie Biebuyck. In 1879 studeerde hij af als onderwijzer aan de Rijksnormaalschool te Gent en werd er studiemeester. Van 1882 tot 1918 stond hij in het gemeentelijk onderwijs te Zeveren, op dat moment in volle concurrentie met het katholieke onderwijs.
Bruyneel was tevens nationaal voorzitter van de Algemene Belgische Onderwijzersbond (ABOB), de tegenhanger van het Christelijk Onderwijzersverbond (COV). De opwaardering van de wedde van de plattelandsonderwijzer stond centraal in hun strijd. Zij organiseerden daartoe in 1903 een nationale betoging, die later zou leiden naar een beter statuut van de onderwijzer in het algemeen.
Na zijn pensionering stelde Bruyneel zich kandidaat voor de gemeenteraadsverkiezingen van 1921. Zijn burgemeesterschap dat erop volgde duurde minder dan twee jaar, in 1923 overleed hij aan een slepende ziekte.